# Nyctemera illustris
Nyctemera illustris là một loài bướm đêm thuộc phân họ Arctiinae, họ Erebidae.